# Мірослав Блатяк
Мірослав Блатяк (чеськ. Miroslav Blaťák; 25 травня 1982, м. Готвальдов, ЧССР) — чеський хокеїст, захисник.
Вихованець хокейної школи ХК «Злін». Виступав за ХК «Злін», «Дукла» (Їглава), ХК «Мура», «Салават Юлаєв» (Уфа), Авангард Омськ.
В чемпіонатах Чехії — 245 матчів (25+52), у плей-оф — 57 матчів (7+11). В чемпіонатах Швеції — 53 матчі (6+15), у плей-оф — 4 матча (1+1).
У складі національної збірної Чехії учасник зимових Олімпійських ігор 2010 (5 матчів, 0+2), учасник чемпіонатів світу 2006, 2009, 2010 і 2012 (26 матчів, 6+3). У складі молодіжної збірної Чехії учасник чемпіонату світу 2002. У складі юніорської збірної Чехії учасник чемпіонату світу 2000.
Досягнення
- Чемпіон світу (2010), срібний призер (2006), бронзовий призер (2012)
- Чемпіон Чехії (2004), срібний призер (2005), бронзовий призер (2002)
- Чемпіон Росії (2008)
- Володар Кубка Гагаріна (2011).